# Xerephedromyia mitroshinae
Xerephedromyia mitroshinae är en tvåvingeart som beskrevs av Fedotova 1991. Xerephedromyia mitroshinae ingår i släktet Xerephedromyia och familjen gallmyggor.
Artens utbredningsområde är Turkmenistan. Inga underarter finns listade i Catalogue of Life.